# Zelandotipula schineri
Zelandotipula schineri is een tweevleugelige uit de familie langpootmuggen (Tipulidae). De soort komt voor in het Neotropisch gebied.